# Discografia di Anna Asti
La discografia di Anna Asti, cantante russa, è costituita da tre album in studio, oltre dieci singoli e otto video musicali.

## Album in studio
| Anno | Titolo e dettagli                                                                                   | Classifiche | Classifiche |
| Anno | Titolo e dettagli                                                                                   | LVA         | LTU         |
| --- | --------------------------------------------------------------------------------------------------- | ----------- | ----------- |
| 2022 | Feniks - Pubblicato: 24 giugno 2022 - Etichetta: Fenix - Formato: Download digitale, streaming      | 44          | 96          |
| 2023 | Carica - Pubblicato: 29 settembre 2023 - Etichetta: Fenix - Formato: Download digitale, streaming   | 1           | 4           |
| 2025 | Vysšie sily - Pubblicato: 30 maggio 2025 - Etichetta: Fenix - Formato: Download digitale, streaming | ×           | —           |
| "—" indica una pubblicazione non classificata in quel paese. "×" indica una classifica non esistente o non pubblicata. | |             |             |

## Singoli

### Come artista principale
| Anno                                                                                                | Titolo                                | Classifiche | Classifiche | Classifiche | Classifiche | Classifiche | Classifiche | Classifiche | Album di provenienza   |
| Anno                                                                                                | Titolo                                | RUS         | BLR         | EST         | KAZ         | LVA         | LTU         | MDA         | Album di provenienza   |
| --------------------------------------------------------------------------------------------------- | ------------------------------------- | ----------- | ----------- | ----------- | ----------- | ----------- | ----------- | ----------- | ---------------------- |
| 2022                                                                                                | Feniks                                | 15          | ×           | ×           | ×           | ×           | —           | 121         | Feniks                 |
| 2022                                                                                                | Chobbi                                | 28          | ×           | ×           | ×           | ×           | —           | 42          | Feniks                 |
| 2022                                                                                                | Po baram                              | 11          | 39          | ×           | 11          | ×           | —           | 4           | Feniks                 |
| 2022                                                                                                | Noč'ju na kuchne                      | 15          | 33          | 87          | 3           | ×           | —           | 1           | Carica                 |
| 2022                                                                                                | Kak ljubov' tvoju ponjat'? (con Jony) | 59          | 172         | 63          | ×           | ×           | 49          | 6           | Ne iščite vo mne žanry |
| 2022                                                                                                | Zvenit janvarskaja v'juga             | 66          | ×           | 71          | ×           | ×           | —           | ×           | /                      |
| 2023                                                                                                | Verju v tebja                         | 45          | 105         | 35          | 50          | —           | —           | —           | Carica                 |
| 2023                                                                                                | Carica                                | 10          | 21          | 20          | 1           | 6           | 3           | 1           | Carica                 |
| 2024                                                                                                | Topit                                 | 3           | 15          | 95          | 3           | —           | —           | 6           | /                      |
| 2024                                                                                                | Ja choču byt'... (con Igor' Krutoj)   | 74          | —           | —           | —           | —           | —           | —           | 70                     |
| 2025                                                                                                | Vysšie sily                           | 10          | —           | —           | 70          | —           | —           | —           | Vysšie sily            |
| 2025                                                                                                | Groza                                 | 14          | —           | —           | —           | —           | —           | —           | Vysšie sily            |
| "—" indica una pubblicazione non classificata in quel paese. "×" indica una classifica inesistente. |                                       |             |             |             |             |             |             |             |                        |

### Come artista ospite
| Anno                                                         | Titolo                                | Classifiche | Classifiche | Album di provenienza |
| Anno                                                         | Titolo                                | RUS         | UKR         | Album di provenienza |
| ------------------------------------------------------------ | ------------------------------------- | ----------- | ----------- | -------------------- |
| 2014                                                         | Nebo (GeeGun feat. Asti)              | —           | 168         | Muzyka. Žizn'        |
| 2016                                                         | Vsё budet chorošo (GeeGun feat. Asti) | 182         | —           | Džiga                |
| "—" indica una pubblicazione non classificata in quel paese. |                                       |             |             |                      |

## Altri brani entrati in classifica
| 2022                                                         | Povelo           | 5  | 42  | 97 | 1 | 21 | Feniks      |
| 2023                                                         | Durak            | 61 | —   | 53 | — | —  | Carica      |
| 2025                                                         | Predannyj byvšij | 23 | 110 | —  | 1 | —  | Vysšie sily |
| 2025                                                         | Začeli           | 81 | —   | —  | — | —  | Vysšie sily |
| 2025                                                         | Čtoby ty tože    | 48 | —   | —  | — | —  | Vysšie sily |
| "—" indica una pubblicazione non classificata in quel paese. |                  |    |     |    |   |    |             |

## Video musicali
| Anno | Titolo                                | Regista         |
| ---- | ------------------------------------- | --------------- |
| 2014 | Nebo (GeeGun feat. Asti)              | Pavel Chudjakov |
| 2016 | Vsё budet chorošo (GeeGun feat. Asti) | Danny Kekspro   |
| 2022 | Feniks                                | Alexey Good     |
| 2022 | Po baram                              | Vasilij Kozar'  |
| 2022 | Kak ljubov' tvoju ponjat'? (con Jony) | Alexey Good     |
| 2023 | Verju v tebja                         | Alexey Good     |
| 2023 | Carica                                | Maša Žemčužina  |
| 2023 | Kosmičeski, Durak e Poobeščaj         | Maša Žemčužina  |